# Trifko Grabež
Trifun "Trifko" Grabež (em sérvio:  Трифко Грабеж; Pale, 28 de junho de 1895 - Terezín, 21 de outubro de 1916) foi um sérvio bósnio membro da organização Mão Negra envolvido no assassinato do arquiduque Franz Ferdinand da Áustria, que levou ao início da Primeira Guerra Mundial.
Grabež morreu de tuberculose em 21 de outubro de 1916, aos 21 anos.